# Орзо
Орзо ( /ɔːр з оʊ, Ɔːр т с оʊ /, италијански [ˈƆрдзо];  из италијанског за "јечам",  из латинског hordeum),  као рисони изговара се [риˈзоːни]; 'велико зрно пиринча'), је облик тестенине, кратко резана, слична великом зрну пиринча. Орзо се традиционално прави од белог брашна, али може и од целог зрна.
Име орзо уобичајено је за овај облик тестенине у Северној Америци, а ређе у Италији; италијанска реч орзо значи јечам.

## Употреба
Постоји много различитих начина да се служи орзо. Орзо се може служити сам; у супи, посебно за децу; као део салате, пилав или гиоуветси ; или печена у тепсији . Орзо може бити обојен шафраном, чилијем и црним пасуљем дајући жуту, наранџасту или црну тестенину.

## Слични производи
Орзо је у суштини идентичан са κριθαράκι/μανέστρα ( kritharáki, малог јечма или manestra код супа) у грчкој кухињи, arpa şehriye („јечмена тестенина“) у турском кувању и لسان العصفور (lisān al-ʿuṣfūr, „језик птице“) у Арапској кухињи. У Шпанији се еквивалентна тестенина назива piñones. Збуњеност може настати због чињенице да piñones је такође шпанска реч за пињоле. Птитим је тестенина у облику зрна пиринча развијена педесетих година прошлог века у Израелу као замена за пиринач.

## Припрема
Орзо се често кува у италијанским супама, попут Минестроне. Такође се може кувати и лагано пржити како би се створило јело слично рижоту.